# The Bitch Is Back
The Bitch Is Back è un singolo dell'artista britannico Elton John, distribuito il 3 settembre 1974. Il testo è di Bernie Taupin.

## Il brano
È sicuramente uno dei classici di Elton: effettivamente, al momento della pubblicazione, raggiunse il primo posto in Canada, il quarto posto negli Stati Uniti e il quindicesimo nel Regno Unito. Proveniva dall'album del 1974 Caribou, prodotto da Gus Dudgeon. La melodia è decisamente classificabile nel glam rock (come la precedente Saturday Night's Alright (For Fighting)), come al solito a suonare nel pezzo è la Elton John Band, formata da Dee Murray (al basso), Nigel Olsson (alla batteria) e Davey Johnstone (alla chitarra). È possibile notare anche la cantante Dusty Springfield ai cori.
Da sempre eseguita nei live della rockstar britannica, viene oggi suonata in tonalità di sol maggiore (la versione studio è in la bemolle) e l'assolo del sassofono viene sostituito dai sintetizzatori o dalla chitarra.
The Bitch is Back è stata anche registrata da Tina Turner, per il suo album Rough e per il tribute album Two Rooms: Celebrating the Songs of Elton John & Bernie Taupin (1991). La cantante ha eseguito il pezzo in alcuni live sul finire degli anni Settanta, e in duetto con Elton in altre esibizioni (VH1 Fashion and Music Awards 1995, VH1 Divas Live '99).